# São Lourenço do Oeste
São Lourenço do Oeste is een gemeente in de Braziliaanse deelstaat Santa Catarina. De gemeente telt 23.015 inwoners (schatting 2009).

## Aangrenzende gemeenten
De gemeente grenst aan Campo Erê, Formosa do Sul, Irati, Jupiá, Novo Horizonte, Saltinho, São Bernardino, Renascença (PR) en Vitorino (PR).

## Verkeer en vervoer
De plaats ligt aan de wegen BR-158, BR-480, SC-157, SC-305 en SC-480.